# VG-lista

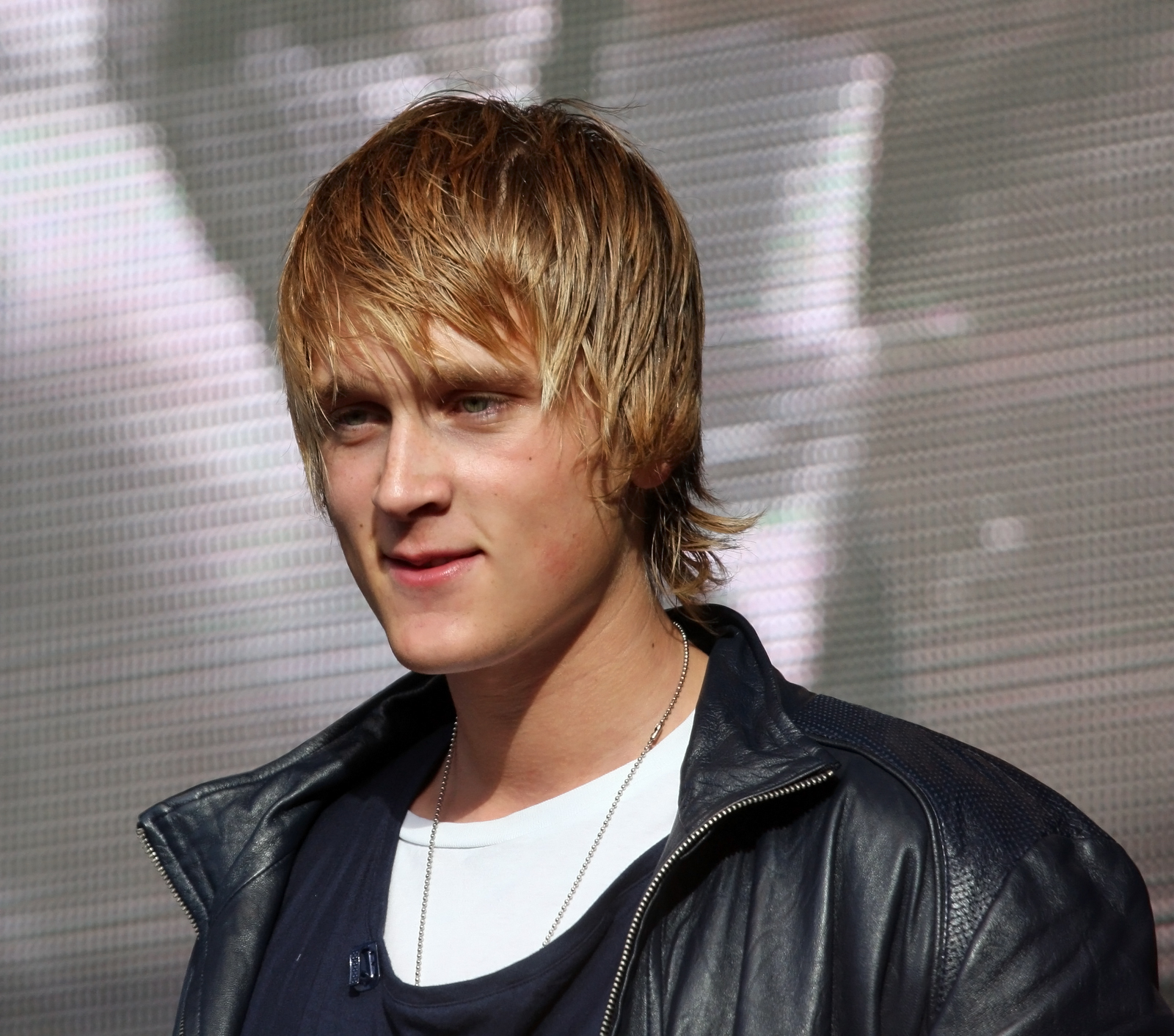
Bjørn Johan Muri norsk artist, VG-lista i Stavanger

VG-lista är en norsk försäljningslista för skivor som omfattar både singlar (Topp 20) och album (Topp 40). Listorna sammanställs av Ifpi Norge och presenteras veckovis i tidningen Verdens Gang och i programmet Topp 20 på NRK. Informationen hämtas och sammanställs av Nielsen SoundScan och baseras på försäljningssiffror från över 100 försäljningsställen i Norge. Singellistan startade som en Top 10-lista 1958 och expanderade till Top 20 1995. Albumlistan startade som Top 20 1967, och blev Top 40 1995.